# Indo-Européens
Pour les articles homonymes, voir Indo-européen.
Les Indo-Européens (ou Proto-Indo-Européens) sont les locuteurs présumés de l'indo-européen commun, une langue ancienne reconstituée ayant donné naissance aux nombreuses langues dites indo-européennes. L'hypothèse d'une communauté linguistique et culturelle indo-européenne, qui aurait exercé une influence sur les peuples d'Eurasie, a été élaborée au XIXe siècle à partir de travaux de linguistique comparée, puis confirmée au début du XXIe siècle par plusieurs études de paléogénétique.
Bien qu'aucune culture archéologique n'ait pu être attribuée aux Indo-Européens de manière directe, l'hypothèse majoritaire, sur la base des découvertes génétiques et archéologiques récentes, avance que le berceau de la communauté linguistique indo-européenne serait l'aire de la culture Yamna, située dans la steppe pontique, entre l'Ukraine actuelle et le sud de la Russie. En 2015, deux études de paléogénétique affirment qu'une migration massive s'est produite depuis la steppe pontique vers le centre de l'Europe, puis le reste du continent à partir de 3000 av. J.-C., En 2019, une nouvelle étude de paléogénétique avance qu'une importante migration d'ascendance steppique s'est produite en parallèle en direction de l'Asie du Sud, attestant la forte correspondance entre l'héritage génétique de la culture Yamna et la pratique d'une langue indo-européenne.

## Origines de l'hypothèse d'une population indo-européenne
La population qui parlait le proto-indo-européen n'a laissé ni trace archéologique ni document historique qu'on pourrait lui attribuer de manière directe : l'existence des Indo-Européens comme peuple est donc une hypothèse au second degré. Pendant longtemps, le principal indice pour affirmer l'existence des Proto-Indo-Européens était les ressemblances entre les différentes langues appartenant au groupe indo-européen (anatolien, tokharien, langues italo-celtiques, langues indo-iraniennes). La découverte de ressemblances entre les mots et les similitudes de la grammaire (conjugaison, déclinaison, nombre de cas grammaticaux) ne permettent pas néanmoins de déduire la localisation du ou des points de départ d'un groupe de locuteurs du proto-indo-européen.
Les recherches archéologiques menées depuis les années 1960 et les résultats de tests génétiques ont cependant contribué à fournir la base archéologique et paléogénétique servant à établir l'existence d'une population proto-indo-européenne avec sa culture matérielle propre, sa langue, son système social et symbolique, puis son expansion dans l'espace eurasiatique,. À partir d'indices nombreux et concordants portant sur des éléments culturels, matériels et paléogénétiques, plusieurs chercheurs soutiennent que la culture Yamna serait la région d'origine de la population proto-indo-européenne,.

### La découverte du langage «indo-européen»

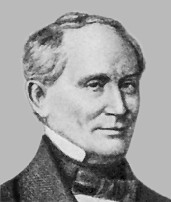
Franz Bopp, l'un des pères des études indo-européennes.

Dès la fin du XVIe siècle, des savants constatent certaines ressemblances dans les langues européennes avec le persan ou le sanskrit. Dans les années 1640, deux professeurs de l'université de Leyde, Marcus Zuerius van Boxhorn et Claude Saumaise, développent chacun la thèse selon laquelle toutes ces langues descendraient d'un ancêtre commun, qu'ils baptisent le « scythique ». Toutefois, c'est au début du XIXe siècle que l'étude de la question connaît un tournant méthodologique. En particulier, le Danois Rasmus Rask et l'Allemand Franz Bopp mènent chacun des études plus approfondies et plus systématiques qui portent notamment sur les parentés structurelles et morphologiques entre les différentes langues.
La phase « classique » du comparatisme indo-européen va donc de la Grammaire comparée (1833-1849) de Franz Bopp au Compendium d'August Schleicher (1861), jusqu'aux années 1880, où commence la publication du Grundriss der vergleichenden Grammatik der indogermanischen Sprachen de Karl Brugmann.
Ces premières recherches linguistiques se sont accompagnées de travaux de nature anthropologiques qui visaient à reconstruire une identité ethnique, culturelle et religieuse de cette population. En effet, outre les langues indo-européennes, de nombreux autres indices religieux, culturels, traditionnels, anthropologiques, et même certains savoir-faire techniques, suggèrent l'existence d'un ancien peuple « indo-européen » qui se serait répandu avec sa langue, ses connaissances propres, son identité ethnoculturelle avant de se différencier géographiquement et de subir des influences diverses dans ses différentes régions d’expansion,.

### Indices linguistiques
Les preuves linguistiques justifiant l'hypothèse d'un groupe de locuteurs indo-européens sont essentiellement au nombre de trois :
- le vocabulaire commun et les racines communes sont nombreux et concernent notamment les nombres, les parties du corps, les membres de la famille et les pronoms[26] ;
- la phonologie qui se caractérise par des phonèmes comparables et par des évolutions phonologiques dont on peut rendre compte par des lois phonétiques identiques. Les alternances vocaliques au niveau des verbes et des noms communs sont comparables[27] ;
- l'indo-européen tel qu'on peut le reconstruire est une langue flexionnelle (avec des déclinaisons) et avec un système verbal. Cela la distingue des langues agglutinantes (langues turco-mongoles par exemple) et la singularise au sein de l'ensemble des langues présentes en Eurasie[28].

Ces points communs apparaissent néanmoins uniquement au travers d'une comparaison de langues attestées et pour lesquelles le nombre de textes existants et l'ancienneté de ces textes varient beaucoup. Les langues germanique, indo-aryenne (dont le sanskrit), italo-celtique (dont le latin), le grec ancien sont parmi les mieux documentées.
Les raisons qui amènent à penser que le proto-indo-européen constitue une langue spécifique et n'est pas le résultat d'une hybridation de plusieurs langues sont décrites par Laurent Sagart : « Il est maintenant bien établi que les langues contiennent des matériaux divers, dont la résistance à l’emprunt (c’est-à-dire au transfert entre langues en contact) varie de façon spectaculaire. Pour schématiser, le vocabulaire dit “culturel” (noms d’artefacts, de métaux, termes techniques, religieux ou philosophiques, légaux, économiques, poids et mesures etc.) s’emprunte extrêmement souvent : toute situation de contact entre langues inclut au minimum ce genre d’emprunts. Les changements dans l’ordre des mots (par exemple entre le verbe et son sujet) induits par contact ne sont pas rares ; au nombre des éléments rarement empruntés, on compte le vocabulaire dit “de base” — il s’agit de notions communes à toutes les langues, en particulier les pronoms personnels je-tu, les nombres 1-2-3, les noms de parties du corps telles que main-œil-tête, certains verbes tels que manger-mourir-aller. Quant à ce que les linguistes appellent la “morphologie flexionnelle” (pour l’indo-européen, les déclinaisons des noms et des adjectifs, ainsi que les conjugaisons des verbes) elle ne s’emprunte qu’extrêmement rarement : je n’en connais qu’une poignée de cas décrits dans la littérature. »

### Indices paléogénétiques
Les recherches les plus récentes ont montré en outre la répartition d'éléments génétiques communs sur un vaste espace qui s'étend du nord de l'Inde, de l'Iran jusque dans la partie occidentale de l'Europe, ce qui confirme d'un point de vue scientifique l'existence d'une population commune dont l'ADN a été diffusée sur une aire qui correspond à l'aire de diffusion des langues indo-européennes.
Les chercheurs Pellard, Sagart et Jacques exposent ainsi l'intérêt dont bénéficient les preuves ADN : « (...) Cette migration des steppes vers l’Europe, décrite par David W. Anthony, fait consensus et a été largement confirmée par des recherches en paléogénétique (Haak et al. 2015 ; Allentoft et al. 2015). L’hypothèse d’une migration de la steppe pontique vers l’Inde a également été corroborée par une autre équipe indépendante de spécialistes de l’ADN ancien. » Mais ces indices très partiels ne témoigneraient que du stade final des Indo-Européens, celui de la dialectalisation et de l'éclatement. La diffusion des langues et de la religion indo-européenne n'est pas concevable à partir d'une aire qui est essentiellement l'origine des Indo-Iraniens. L'origine des Indo-Européens est bien plus haute dans le temps.

### Critiques des reconstructions d'une population indo-européenne
Les tentatives de reconstruction d'un peuple originel d'« Indo-européens » ont fait l'objet de diverses critiques.
Pour la latiniste Florence Dupont, « les Indo-Européens, sont, en effet, une extrapolation discutable à partir de la grammaire comparée qui a établi des ressemblances lexicales et syntaxiques entre un grand nombre de langues européennes et orientales, vivantes ou mortes. À partir de ces ressemblances, les comparatistes ont reconstruit une histoire de ces langues et les ont fait remonter à une langue première, ancêtre commune et postulée, l'indo-européen. Puis, nouveau postulat, toute langue supposant des locuteurs, cette langue aurait été celle d'un peuple, les Indo-Européens. Il ne restait qu'à les inventer. »
Dans une critique de l'ouvrage d'Anthony paru en 2007, Philip L. Kohl considère que ce travail repose sur des simplifications et extrapolations qui aboutissent à un tableau peu réaliste, notamment le fait qu'une culture archéologique correspondrait forcément à un peuple et que les frontières écologiques constitueraient des barrières entre groupes tribaux, étouffant les échanges entre peuples linguistiquement et culturellement distincts. Selon lui, « peut-être que le problème central de ce livre est son hypothèse que les Indo-Européens ont exclusivement ou presque exclusivement pratiqué certains éléments culturels, y compris les techniques et même des rituels religieux. Est-ce qu'une telle exclusivité était caractéristique du monde préhistorique tardif ou, plutôt, est-ce que des peuples parlant des langues différentes interagissaient de façon continuelle les uns avec les autres, adoptant et transformant les pratiques et croyances d'autres peuples ? », avant de se demander, à la lumière des échanges culturels qui ont eu lieu dans le passé, « pourquoi est-il pertinent ou même important d'identifier des traits culturels particuliers comme étant uniquement indo-européens ? »
D'autres chercheurs ont souligné les limites méthodologiques des reconstructions proposées. Ainsi, en 2001, Xavier Tremblay indique que le « proto-indo-européen » est une reconstruction théorique, bien éloigné de la langue réelle parlée, et que la reconstitution de la mythologie de ce peuple est tout autant abstraite. Gérard Fussman dresse, en 2003, un même constat de grande incertitude, tant sur les reconstitutions linguistiques que culturelles : « les crânes ne parlant pas et les analyses génétiques ne pouvant produire que des hypothèses indémontrables, il n’existe aucun critère fiable permettant d’identifier archéologiquement une population de langue p-i-e ou ayant parlé une langue i-e dont on n’a pas de témoignage ancien (le lituanien ou le prasun d’Afghanistan par exemple). » En 2015, Paul Heggarty (défenseur de l'hypothèse d'une origine « pastorale » anatolienne) a également mis en avant les précautions méthodologiques à prendre au regard des études paléogénétiques tenues pour confirmer l'hypothèse dominante, car « le langage ne va pas toujours avec les gènes » et qu'il fallait un échantillon plus important pour tirer des conclusions définitives.

## Modalités de diffusion des Indo-Européens

### Une hypothèse majoritaire: l'hypothèse kourgane

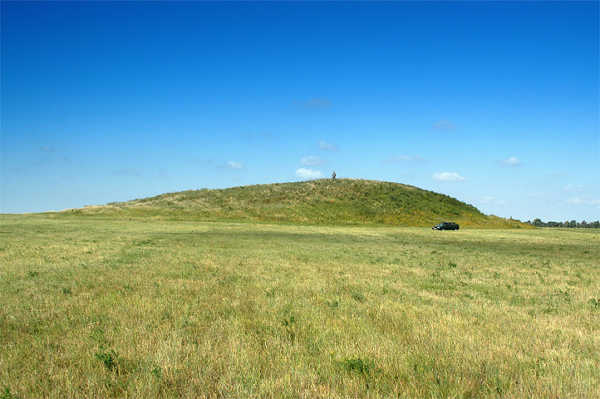
Un « kourgane » reconstitué du à Fillipovka en Russie.

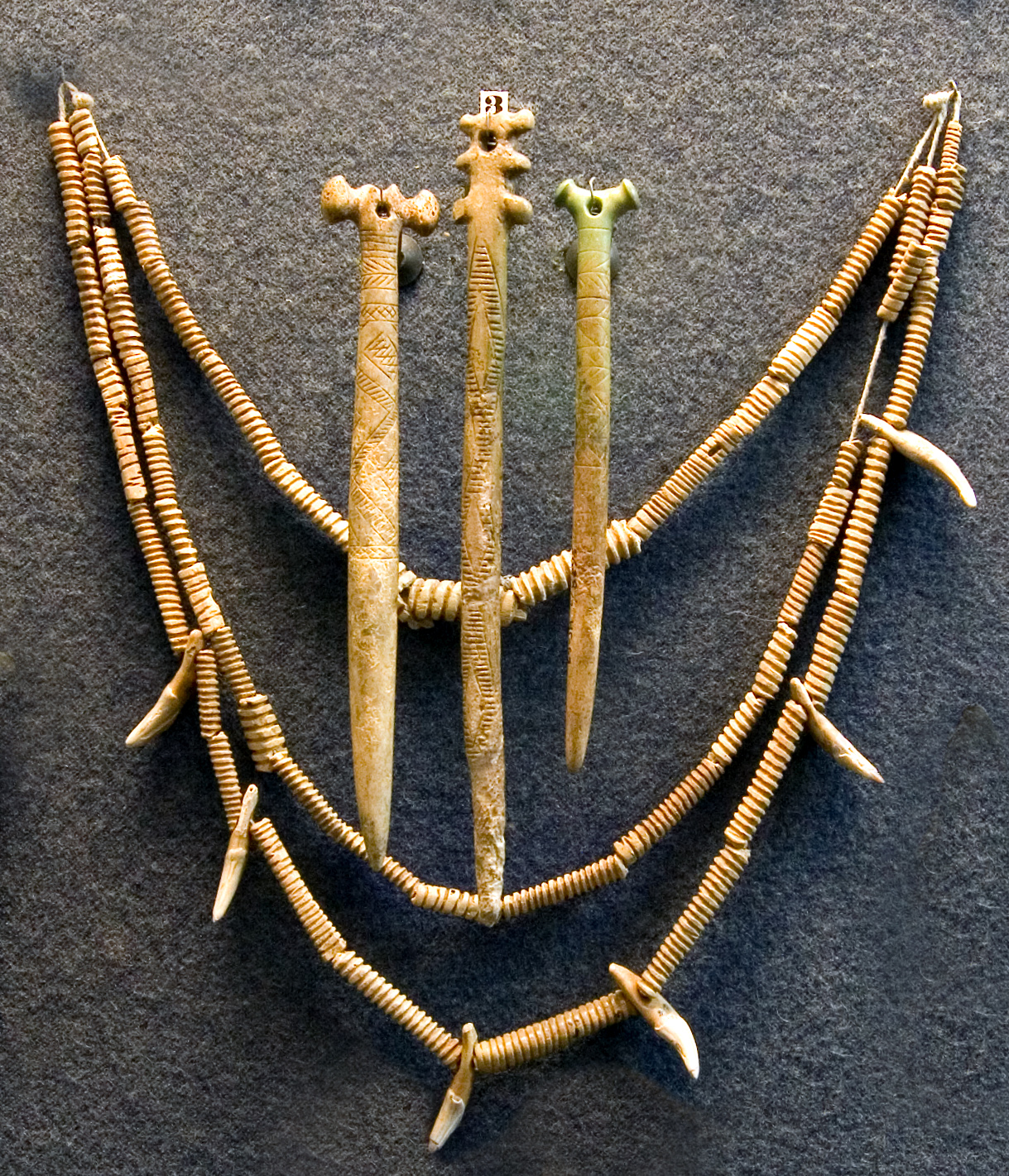
Bijoux et parure de dents et d'os de la culture Yamna, musée de l'Ermitage, Saint-Petersbourg.

La thèse aujourd'hui la plus communément admise est l'hypothèse kourgane ou l'hypothèse de la steppe pontique, qui est la première à combiner données linguistiques, archéologiques et paléogénétiques. Cette hypothèse représente le consensus scientifique à ce jour[Quand ?],, et la plupart des linguistes s'accordent à dire que les mots « roue », « char », « cheval », « mouton », « vache », « lait » et « laine » peuvent être attribués aux locuteurs de la culture Yamna qui ont émigré en Europe depuis la steppe caspienne,.
Au sujet de cette thèse, Thomas Olander avance : « On peut dire que plusieurs faits plaident en faveur de l'hypothèse de la steppe, et que, pour le moment, peu de choses parlent contre elle : un foyer d'origine dans la steppe pontique s'accorde bien avec la ramification de l'arbre généalogique indo-européen, avec les limitations chronologiques imposées par le vocabulaire indo-européen et avec l'essentiel des preuves moins directes. »
Émise par l'archéologue américaine d'origine lituanienne Marija Gimbutas, l'hypothèse kourgane consiste à identifier les Indo-Européens avec les porteurs de la culture des kourganes dans la steppe pontique. Selon elle, « l'expansion à partir de l'Europe centrale et en direction de l'ouest, du sud et du sud-est fut d'une énorme importance pour l'élaboration ethnique de l'Europe ».
Gimbutas a défini et introduit le terme « culture kourgane » en 1956 afin d'associer la culture de Sredny Stog II, la culture Yamna et la culture de la céramique cordée (couvrant le IVe au IIIe millénaire dans une grande partie de l'Europe de l'Est et du Nord). Le modèle d'une « culture kourgane » rassemble les différentes cultures de l'âge du cuivre et du début de l'âge du bronze (Ve au IIIe millénaire av. J.-C.) de la steppe pontique-caspienne pour justifier leur identification comme une culture archéologique ou un horizon culturel unique, basé sur des similitudes entre eux.
Les cultures que Gimbutas considérait comme faisant partie de la « culture kourgane » sont les suivantes :
- la culture Bug-Dniestr (VIe millénaire) ;
- la culture de Samara (Ve millénaire) ;
- la culture de Khvalynsk (Ve millénaire) ;
- la culture Dniepr-Donets (Ve à IVe millénaires) ;
- la culture de Sredny Stog (milieu du Ve au milieu du IVe millénaire) ;
- la culture de Maïkop - Dereivka (milieu du IVe au milieu du IIIe millénaire) ;
- la culture Yamna : Il s'agit en soi d'un horizon culturel varié, couvrant toute la steppe pontique-caspienne du milieu du IVe au IIIe millénaire ;
- la culture d'Usatovo (fin du IVe millénaire).

David Anthony a repris les travaux de Gimbutas. Selon lui, cette culture du Néolithique située dans la steppe pontique, dans la partie sud de l'aire entre la Volga et les fleuves de l'Oural, se distingue par la domestication précoce du cheval, ce qui en ferait un acteur privilégié d'invasions.

### Résultats de la paléogénétique à l'appui de l'hypothèse kourgane

Carte montrant la présence de l'haplogroupe R1b (notamment l'haplogroupe R1b-M269) qui se trouve historiquement d'abord au sein de la culture Yamna dans la steppe pontique et qui est présent aujourd'hui entre 60 et 100 % dans les populations d'Europe de l'Ouest.

Impact génétique de la culture Yamna en Europe.

Les études paléogénétiques ont définitivement confirmé l'hypothèse kourgane. Ces études prouvent que l'ADN des membres de la culture Yamna est largement présente dans l'ADN des Européens actuels (entre 30 et 60 %). Elles contribuent à démontrer de manière convergente que l'aire de diffusion des langues indo-européennes et les traces génétiques de la population d'origine Yamna sont identiques. En d'autres termes, les locuteurs des langues indo-européennes sont identiques aux populations héritières d'haplogroupes qui viennent des Yamna même si la distribution de ces haplogroupes peut varier en fonction des groupes considérés.
La formation des populations Yamna est modélisée comme étant le résultat du trois clines génétiques énéolithiques : un cline « Caucase-Basse Volga » (CLV) imprégné d'ascendance de chasseurs-cueilleurs du Caucase (CHG) s'étendant entre l'extrémité sud du Néolithique du Caucase dans l'Arménie néolithique et une extrémité nord de la steppe dans la région de la Basse Volga. Les populations situées dans l'Est de la steppe pontique et celles de la culture de Maïkop dans le nord du Caucase sont les résultats de ce flux génétique bidirectionnel. Ces populations (CLV) ont également contribué à la formation de deux grands « clines fluviaux » en se mêlant à des groupes distincts de chasseurs-cueilleurs européens. Un « cline de la Volga » s'est formé lorsque les habitants de la Basse Volga se sont mélangés à des populations en amont qui avaient une ascendance plus orientale de chasseurs-cueilleurs (EHG). Un « cline du Dniepr » s'est formé lorsque les populations CLV portant à la fois des ancêtres du Néolithique du Caucase et de la Basse Volga se sont déplacés vers l'ouest et ont incorporé l'ascendance des chasseurs-cueilleurs du Néolithique ukrainien (UNHG) pour former la population de la culture de Sredny Stog formée vers 4000 avant notre ère, population dont sont issus les ancêtres directs des Yamna eux-mêmes. Les clans CLV ayant une ascendance dans la région de la Basse Volga ont contribué aux quatre cinquièmes de l'ascendance des Yamna, mais également, entrant en Anatolie par l'est, ont contribué à au moins un dixième de l'ascendance des Anatoliens centraux de l'âge du bronze, où la langue hittite, liée aux langues indo-européennes diffusées par les Yamna, était parlée. 
Les résultats de paléogénétique semblent montrer l'existence d'au moins trois vagues de migrations issues du gradient CLV dans la région de la steppe pontique durant le Chalcolithique, migrations toutes originaires de la région située entre le nord du Caucase et la région de la basse Volga. La première s'est propagée avant 4 500 av. J.-C. à partir de la zone nord de la région de la basse Volga. Elle se manifeste dans la formation des anciens individus des sites tardifs de la culture de Cucuteni-Trypillia et de la culture d'Usatovo. Une seconde migration a contribué à la formation de la population de Sredny Stog autour de 4500 av. J.-C.. La troisième migration a contribué à la formation de la culture Yamna vers 3300 av. J.-C.. Ces observations recoupent les trois vagues d'expansions proposées par Marija Gimbutas pour expliquer la diffusion des populations indo-européennes.
L'étude de Haak, considérée comme un tournant majeur dans l'étude de la préhistoire européenne, arrive à la conclusion que les populations venant de la steppe pontique sont entrées en contact avec les populations du néolithique européen il y a environ 4 500 ans et ont partiellement remplacé celles-ci. Ceci explique que les populations du Néolithique récent en Allemagne ont au moins 75 % de leur capital génétique qui vient des Yamna, et explique une migration massive au cœur de l'Europe depuis sa périphérie orientale. Cette ascendance des Yamna est à l'origine de la présence de l'haplogroupe R1a et R1b qui sont les plus courants dans les populations européennes aujourd'hui.
Selon Allentoft, auteur d'une des études majeures dans le domaine de la paléogénétique, l'âge du bronze de l'Eurasie (environ 3000-1000 avant J.-C.) était une période de changements culturels majeurs. Cependant, il y a débat selon eux sur la question de savoir si ces changements résultaient de la circulation des idées ou des migrations humaines, celles-ci facilitant aussi potentiellement la diffusion des langues et de certains traits phénotypiques. L'équipe d'Allentoft arrive à la conclusion que l'âge du bronze était une période hautement dynamique impliquant des migrations et des remplacements de populations à grande échelle, ayant considérablement modifié la structure démographique actuelle en Europe et en Asie. Leurs résultats sont cohérents avec la propagation hypothétique des langues indo-européennes au cours de l'âge du bronze ancien. Ils considèrent aussi que la pigmentation de la peau claire chez les Européens était déjà présente à haute fréquence à l'âge du bronze, mais pas la tolérance au lactose, indiquant une apparition plus récente de la sélection positive sur la tolérance au lactose qu'on ne le pensait auparavant.
Les études suivantes sont venues développer et confirmer les premiers résultats. V. M. Narasimhan a démontré en 2019 que l'héritage génétique de la population de la culture Yamna était distribuée sur l'ensemble de l'espace eurasiatique. Elle confirme l'hypothèse kourgane. Une migration très importante se serait produite depuis la steppe pontique vers le centre de l'Europe autour de 3000 av. J.-C., en particulier de la culture Yamna vers le centre de l'Europe, ce qui aurait donné naissance à la culture de la céramique cordée.
D'autres études viennent préciser l'étendue de ces migrations. En 2018, David Reich et son équipe montrent qu'une migration massive survenue il y a environ 4 500 ans (vers 2500 av. J.-C.) depuis le continent vers la Grande-Bretagne introduit la culture campaniforme dans l'île. La propagation de la culture campaniforme est associée au remplacement d'environ 90 % du patrimoine génétique existant en quelques centaines d'années. Selon cette étude, cette migration se produit dans le prolongement de l'expansion vers l'ouest qui avait amené l'ascendance liée à la culture Yamna en Europe centrale et du nord au cours des siècles précédents.

### Reconstruction de l'expansion des Indo-Européens

#### Les facteurs de l'expansion

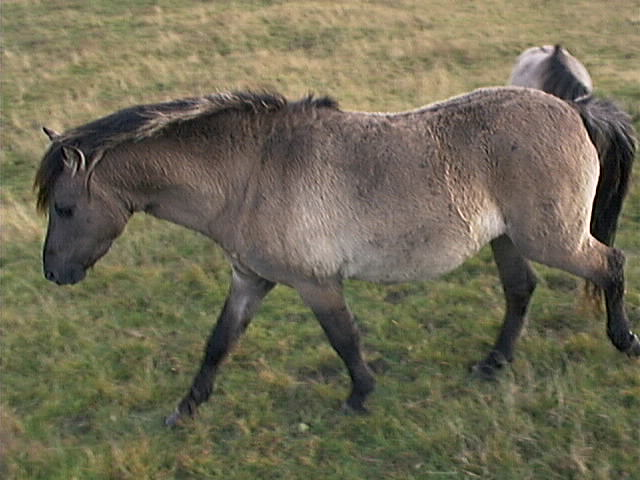
Un « tarpan reconstitué » (ou Konik) en 2004, qui ressemble aux premiers chevaux domestiqués par les membres de la culture de Botaï.

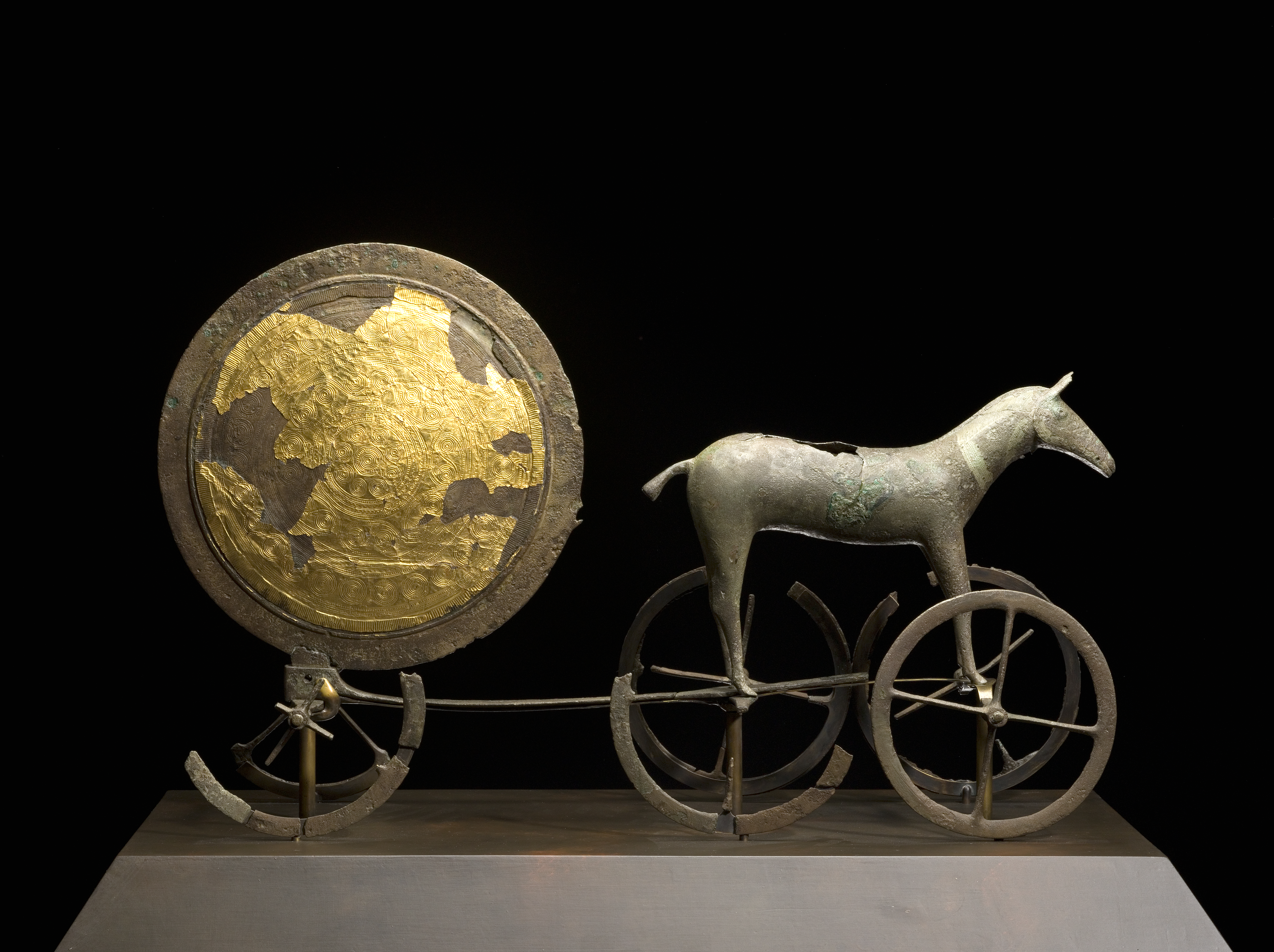
Le char solaire de Trundholm, âge du bronze danois, vers -1600.

L'expansion de la culture Yamna telle qu'on peut la reconstruire aurait été impossible sans la domestication du cheval. Celle-ci est devenue réalité au sein de la culture de Botaï, une culture du Néolithique final, qui s'est épanouie dans le Nord-Kazakhstan au IVe millénaire av. J.-C. Les membres de la culture Botaï ne sont pas les ancêtres des représentants de la culture de Yamna, mais par la domestication du cheval, ils ont permis indirectement l'expansion de la culture Yamna. La culture de Botaï est à ce jour[Quand ?] la plus ancienne culture où la domestication du cheval soit attestée.
La domestication du cheval a eu un effet très large sur les cultures de la steppe pontique. L'existence du mors est un signe d'apparition de l'équitation et la datation des mors avec des signes d'usure donne des indices sur la date de l'apparition de l'équitation. La présence de chevaux domestiques dans les cultures de la steppe a été un indice important pour le développement de l'hypothèse kourgane par Marija Gimbutas. Selon Anthony, l'équitation pourrait être apparue dès 4200 av. J.-C. et les artefacts de chevaux apparaissent en plus grande quantité après 3500 av. J.-C. L'équitation a considérablement augmenté la mobilité des éleveurs, permettant de plus grands troupeaux, mais a également conduit à un accroissement des conflits en raison du besoin de pâturages supplémentaires.
Une étude publiée en 2021 basée sur l'analyse protéomique du tartre dentaire d'individus de la steppe eurasiatique occidentale montre une transition majeure dans la production laitière au début de l'âge du bronze. L'apparition rapide de la production laitière omniprésente à un moment où les populations de steppe sont connues pour avoir commencé à se disperser offrirait ainsi un aperçu critique d'un catalyseur clé de la mobilité des steppes. L'identification des protéines du lait de jument signale également la domestication du cheval au début de l'âge du bronze, ce qui confirme son rôle dans les dispersions steppiques. Les résultats de l'étude indiquent un épicentre potentiel pour la domestication des chevaux dans la steppe pontique-caspienne au troisième millénaire av. J.-C. et offrent un solide soutien à l'idée que la nouvelle exploitation de produits animaux secondaires a été un facteur clé de l'expansion des pasteurs des steppes eurasiennes au début de l'âge du bronze.

#### Les trois vagues supposées d'expansion de la culture Yamna

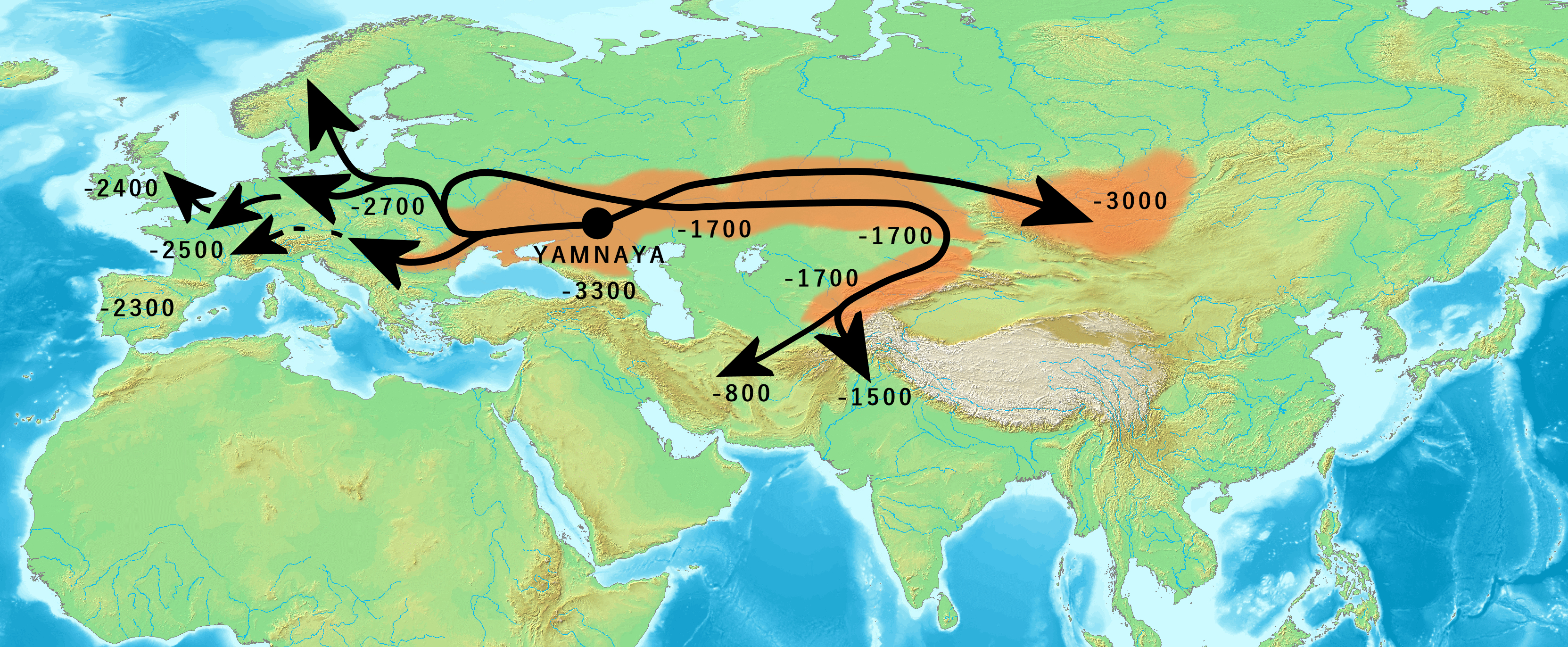
Les vagues d'expansion de la culture Yamna selon l'hypothèse majoritaire.

Carte représentant la localisation de la culture de la céramique cordée profondément marquée génétiquement par l'arrivée de la culture Yamna.

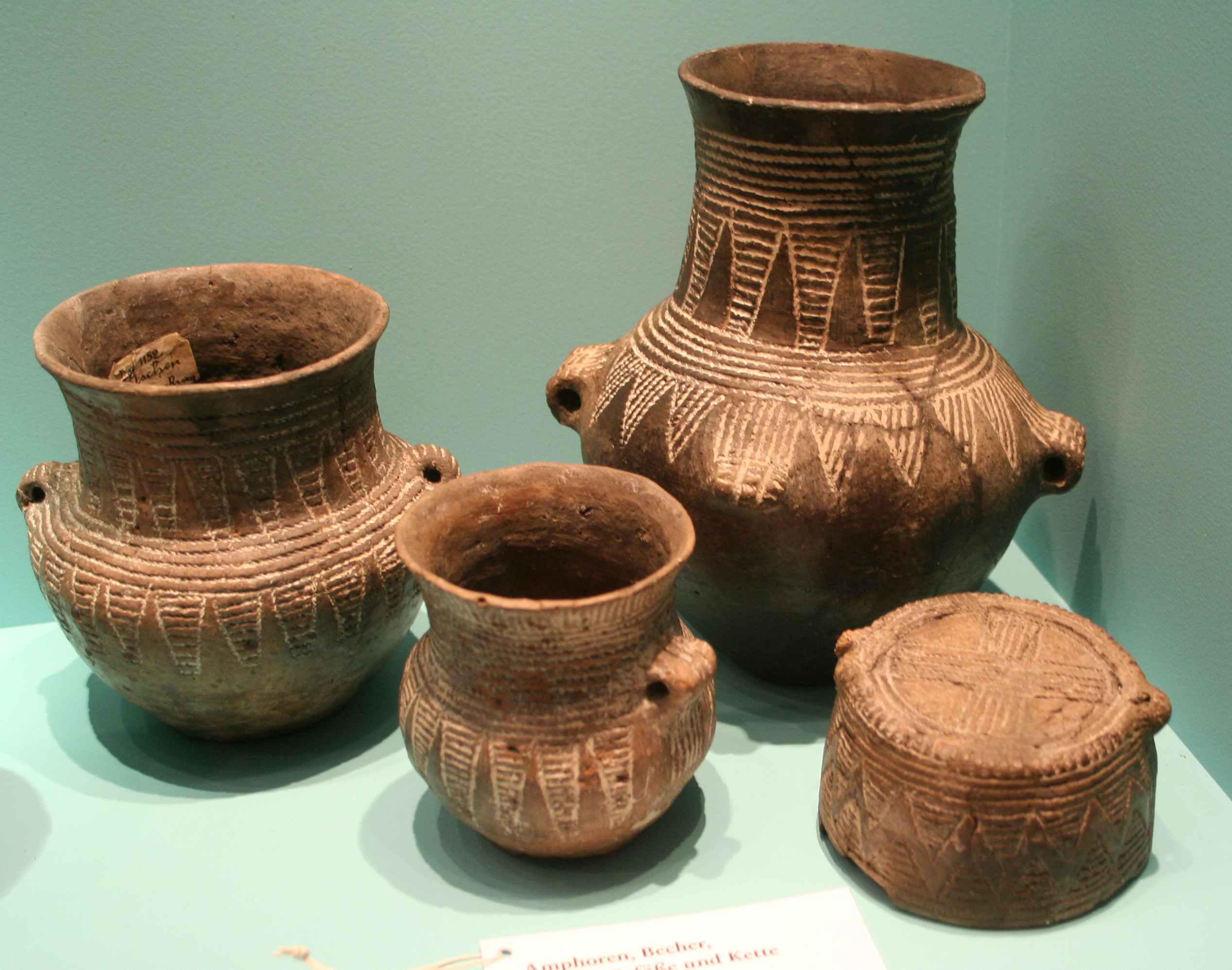
Poteries de la culture de la céramique cordée exposées au musée de Préhistoire et de Protohistoire de Berlin, vers 2500 av. J.-C.

Les extensions et reflux successifs de ces tombeaux en Europe, des langues indo-européennes et de la domestication du cheval laissent supposer que trois vagues de migrations successives ont eu lieu,.
Une première vague (vers 4400-4300 av. J.-C.) serait partie d'Ukraine orientale et de Russie méridionale et se serait dirigée vers les régions balkano-danubiennes. Elle aurait touché les cultures de Vinča, Karanovo, Varna, Gumelnița, Lengyel, et l'aire de la culture rubanée.
Une deuxième vague (vers 3500-3200 av. J.-C.) aurait produit l'absorption des cultures danubiennes par les cultures kourganes, et entamé l'indo-européanisation de l'Europe du Nord-Ouest. Selon Anthony, la culture Yamna a dû s'adapter à un changement climatique entre 3500 et 3000 av. J.-C. La steppe pontique est devenue plus sèche et plus fraîche, les troupeaux ont dû être déplacés fréquemment pour être nourris suffisamment, ce qui a été rendu possible par l'utilisation de chariots et de l'équitation, conduisant à « une nouvelle forme de pastoralisme plus mobile ». Selon Anthony, elle s'est accompagnée de nouvelles règles et institutions sociales pour réguler les migrations locales dans la steppe pontique, créant une nouvelle conscience sociale d'une culture particulière et qui l'amène à se percevoir comme distincte des autres cultures. La moitié de l'Europe est alors touchée : Allemagne du Sud et de l'Est, Europe centrale, sud de la Russie. Ces nouveaux arrivants diffusent une forme primitive d'indo-européen, antérieure aux reconstitutions effectuées par les méthodes comparatistes, et d'où est issue la branche précoce de l'anatolien qui s'est déjà séparé du proto-indo-européen. Cette installation de populations Yamna est documentée également par les preuves paléogénétiques : l’ascendance Yamna représente environ 73 % de l'ADN des squelettes de la culture de la céramique cordée en Allemagne. La partie orientale (Volga-Oural-Caucase du Nord) de la culture Yamna était plus mobile que la partie ouest (sud Bug-bas Don), plus orientée vers l'agriculture. La partie orientale était davantage orientée vers l'intégration des hommes, et la partie ouest était plus inclusive pour les femmes amenant à l'intégration de ces dernières au sein des groupes Yamna ou à majorité Yamna. La partie est avait également un plus grand nombre d'hommes enterrés dans les kourganes, et ses divinités étaient centrées sur les hommes. Selon Olsen, Olender et Kristiansen, « il est démontré que la migration du peuple Yamna de la steppe pontique vers l'Europe a conduit à la formation d'une culture hybride, créée dans l'interaction entre les pasteurs migrateurs et les groupes néolithiques indigènes [...] Dans la foulée de ce changement dans les composantes génétiques, nous observons des changements majeurs dans les coutumes funéraires et l'armement, et des preuves linguistiques d'un substrat de la terminologie agricole dans la langue indo-européenne des migrants qui sera plus tard connue sous le nom de proto-germanique ».
L'évolution de la culture Yamna se traduit par la disparition des établissements à long terme entre le Don et l'Oural et les brèves périodes d'utilisation des kourganes qui commencent à apparaître profondément dans la steppe pontique entre les principales vallées fluviales. La culture Yamna sous sa première forme s'est répandue rapidement à travers la steppe pontique entre environ 3400 et 3200 av. J.-C. Selon Anthony, « la propagation de l'horizon des Yamna était l'expression matérielle de la propagation de la culture proto-indo-européenne tardive à travers la steppe pontique ». Anthony note en outre que « l'horizon des Yamna est l'expression archéologique visible d'un ajustement social à une forte mobilité et de l'invention de l'infrastructure politique pour gérer des troupeaux plus importants à partir de maisons mobiles basées dans la steppe pontique ». La culture Yamna est originaire de la région du Don-Volga, où elle était précédée par la culture de Khvalynsk de la Moyenne Volga (4700-3800 av. J.-C.) et sur le Don de la culture Répine (vers 3950-3300 av. J.-C.). La poterie tardive de ces deux cultures se distinguent à peine de la poterie Yamna ancienne. La culture d'Afanasievo, à l'ouest des montagnes de l'Altaï, à l'extrême est de la steppe pontique, était, selon Anthony, une émanation de la culture Répine. Des études de paléogénétique publiées depuis 2015 portant sur des tombes de la culture d'Afanasievo révèlent toutefois que les génomes de cette population sont remarquablement identiques à ceux de la culture Yamna, contemporaine à plusieurs milliers de kilomètres de là. Ceci oblige à considérer désormais que la culture d'Afanasievo est directement issue d'une migration d'un groupe de la culture de Yamna,.

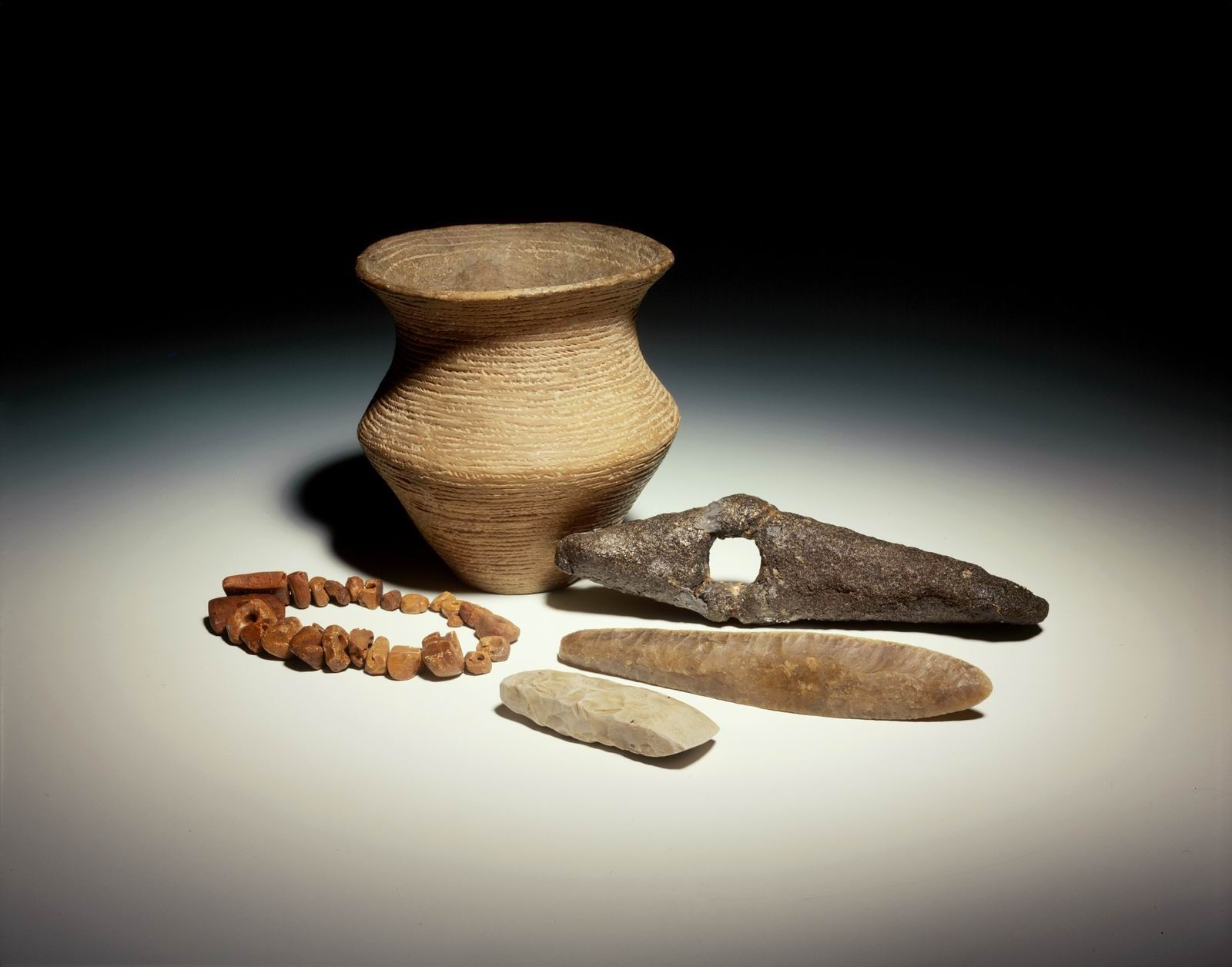
Artefacts de la culture campaniforme, Rijksmuseum van Oudheden.

Une troisième vague (vers 3000-2800 av. J.-C.) aurait, selon Marija Gimbutas, entrainé le développement de la culture de la céramique cordée et de la culture campaniforme. Les premières langues proprement indo-européennes, différenciées les unes des autres, commencent à se fixer. D'un côté, apparaissent vers l'ouest par le Danube les langues italo-celtiques. Le grec apparaît plus au sud. D'un autre côté, les langues proto-baltes et proto-slaves (aire thraco-cimmérienne), longtemps séparées par les Carpates, à partir du Dniepr, se développent vers le nord-ouest. Les langues indo-iraniennes iront occuper l'aire sud-est. Par la suite, la culture campaniforme semble avoir joué un rôle majeur dans la diffusion de l'ascendance steppique en Europe de l'Ouest. L'haplogroupe dominant parmi les individus étudiés est le R1b-L151 (84 %) associé à l'ascendance liée à la steppe pontique. La grande majorité des individus appartient au sous-clade R1b-P312 suggérant que ce clade qui est dominant aujourd'hui en Europe occidentale s'est diffusé avec la culture campaniforme.

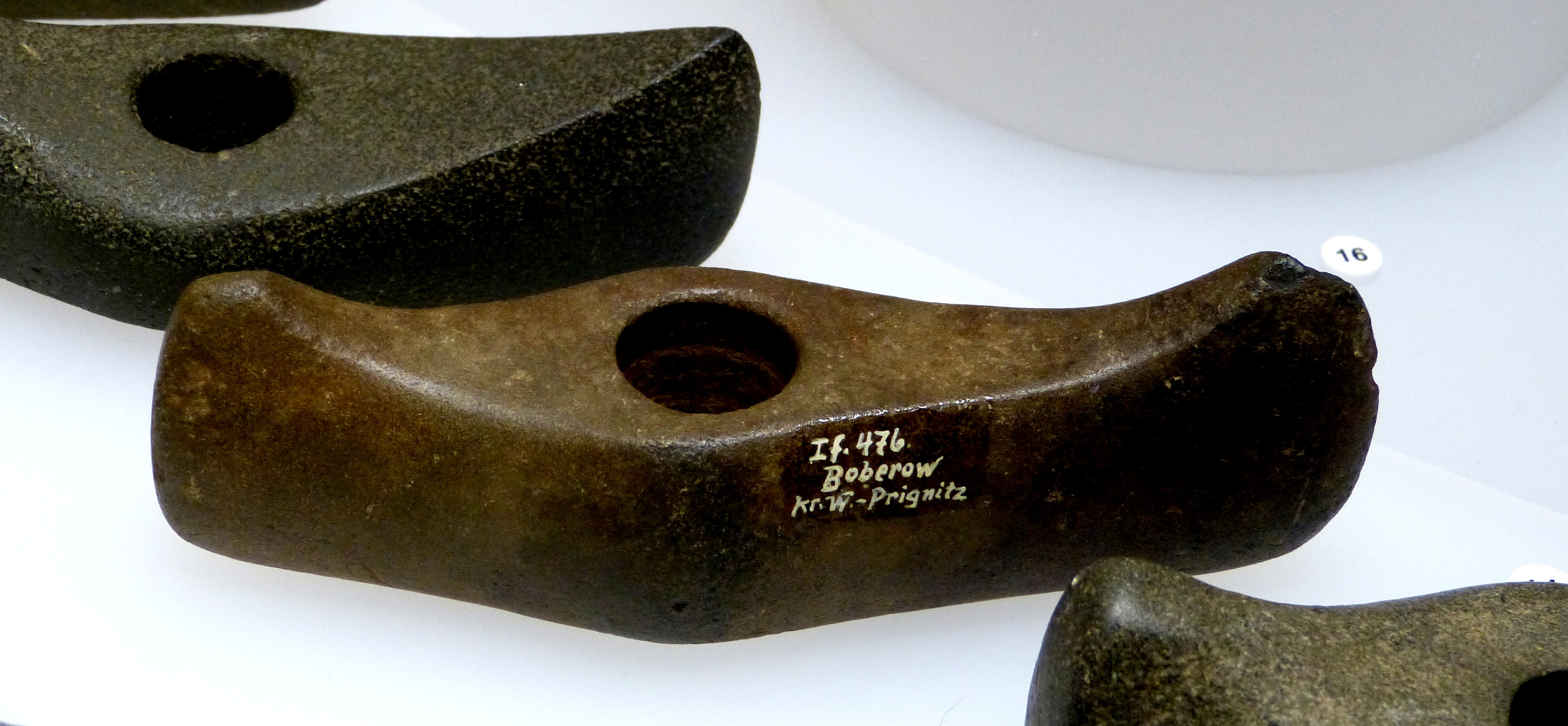
Haches de combat en forme de bateau caractéristiques de la culture des tombes individuelles et des côtes de l'Allemagne du Nord.

Ces nomades pasteurs ont introduit leur culture matérielle auprès des populations locales à travers une nouvelle langue connue sous le nom de proto-indo-européen. Cependant, tous les mots dans les langues européennes ne sont pas d'origine proto-indo-européenne. Il existe des mots, issus de cultures ou de substrats locaux, qui doivent avoir été incorporés dans les langues indo-européennes. Ainsi, selon une étude publiée en 2017 dans l'American Journal of Archaeology par l'archéologue Rune Iversen et le linguiste Guus Kroonen de l'université de Copenhague, l'un de ces échanges aurait eu lieu dans le sud de la Scandinavie, vers 2800 av. J.-C. : « Les vestiges archéologiques nous apprennent qu'entre 2800 et 2600 avant J.-C., deux cultures très différentes coexistaient dans le sud de la Scandinavie : la culture néolithique locale connue sous le nom de culture des gobelets à entonnoir avec ses céramiques en forme d'entonnoir et ses pratiques funéraires collectives et la culture des tombes individuelles influencée par la culture Yamna. La culture à entonnoir a finalement été remplacée par la culture des tombes individuelles, mais la transition a pris des centaines d'années dans la partie orientale du sud de la Scandinavie, et les deux cultures ont dû s'influencer mutuellement pendant cette période. » Selon, Iversen et Kroonen, il peut être démontré que le dialecte indo-européen qui s'est finalement développé en proto-germanique a adopté la terminologie d'une langue non-indo-européenne, y compris des noms pour la flore et la faune locales et d'importantes plantes domestiquées. Depuis au moins les années 1980, il est également établi que les langues balto-slaves présentent un certain substrat ouralien, même si de nombreux détails font encore l'objet de controverses,.

## Hypothèses sur la culture matérielle et sur la société des Indo-Européens

### Culture matérielle et société

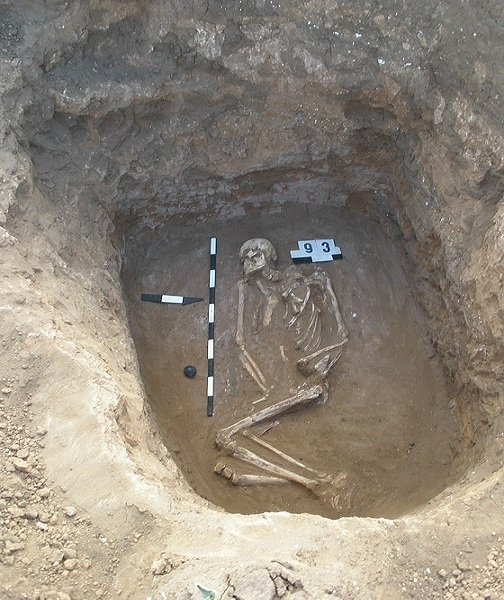
Tombe yamna, oblast de Volgograd.

On peut tenter de reconstruire la culture des Indo-Européens en s'appuyant notamment sur les fouilles effectuées dans les plaines pontiques, sur le vocabulaire reconstruit du proto-indo-européen et sur des connaissances plus générales relatives à la découverte de la roue et à la domestication du cheval.
Les principaux vestiges de cette civilisation, des tombes à tumulus nommées « kourganes », indiquent qu'il s'agissait d'une société patriarcale et hiérarchisée. En effet, ces kourganes sont des tombes collectives, ce qui laisse supposer une immolation des proches (femmes et serviteurs) en cas de décès du maître, pratique retrouvée aussi bien dans l'Inde des brahmanes que chez les Mérovingiens. Le système indo-européen était également patrilinéaire (ascendance paternelle déterminante) et probablement patrilocal (la femme venant habiter
dans la famille de son mari).
Les Indo-Européens étaient des éleveurs-cultivateurs qui avaient intégré la découverte de l'élevage venant d'Anatolie. Selon Anthony, plusieurs éléments caractérisent la culture indo-européenne, et tout d'abord la présence du vocabulaire lié à la laine (wool en anglais, *Hwel- ou *Hwol- en proto-indo-européen). L'usage de la laine apparaît entre 4000 et 3500 avant J.-C. Ceci implique la maîtrise de technique de filage et de l'élevage d'ovins. À partir de leur vocabulaire, on peut aussi avancer que les Indo-Européens élevaient des bovins, des cochons, des ovins, qu'ils vivaient dans des maisons accueillant des familles étendues. De manière générale, l'élevage était plus valorisé socialement que le travail du sol.
La culture proto-indo-européenne se caractérise également par la domestication du cheval, l'usage de la roue et de chars à bœufs. Le proto-indo-européen contient au moins cinq mots qui se réfèrent à la roue, ce qui témoigne de l'importance de cet objet dans la culture proto-indo-européenne. On retrouve plus de 2 500 chariots dans la zone des plaines pontiques et de la mer Noire et la mer Caspienne entre 3500 et 3000 avant J.-C., région appartenant à l'espace de la culture kourgane. La maîtrise du cheval qui se retrouve notamment chez les Hittites et l'usage de chariots à bœufs permettra la diffusion de la culture Yamna sur l'espace eurasien.
En s'appuyant sur les travaux comparatistes de Georges Dumézil, on peut supposer que la société proto-indo-européenne se caractérisait par une idéologie trifonctionnelle structurée autour de trois fonctions ou groupes sociaux :
- la « fonction sacrée » qui regroupe ceux qui prient, qui détiennent la connaissance (les prêtres) ;
- la « fonction militaire » qui regroupe ceux qui combattent, qui dominent militairement (les guerriers, la noblesse) ;
- la « fonction productive » qui regroupe ceux qui travaillent, qui produisent les richesses (agriculteurs, artisans, commerçants, etc.)[101].

Néanmoins, en raison du faible degré de différenciation sociale dans la société Yamna, Anthony avance que ces trois fonctions pouvaient aussi correspondre à trois stades dans la vie des membres de ce groupe. En outre, l'ambiguïté des personnages guerriers dans la mythologie des peuples indo-européens, protecteurs, mais aussi guerriers incontrôlables (Héraclès, Indra, Thor) remet en cause l'idée d'une supériorité sociale des guerriers chez les Proto-Indo-Européens.
Les échantillons d'ADN Yamna retrouvés dans les populations indo-européennes de l'âge de Bronze sont exclusivement masculins, ce qui prouve que les membres du groupe Yamna ont supplanté les hommes des cultures locales dans le processus de reproduction (par exclusion de l'accès aux femmes du groupe ? par soumission à un rang social subalterne ? par massacres de masse des mâles du groupe ?),,. Néanmoins, ces découvertes n'expliquent pas la diffusion du proto-indo-européen, ce qui oblige de passer à des modèles qui rendent compte de cette diffusion au sein des sociétés locales. Un modèle possible consiste à partir des phénomènes de domination verticale par lesquels les Proto-Indo-Européens ont recruté de nouvelles élites qui ont adopté la langue proto-indo-européenne au travers par exemple de cérémonies d'intégration au sein du groupe dominant de langue proto-indo-européenne.
Certains chercheurs supposent que les Indo-Européens réalisaient l'initiation des jeunes hommes célibataires au sein d'un groupe de guerriers nommé *kóryos. Commandés par un homme adulte, ces derniers vivaient du pays en chassant et en se livrant à des raids et au pillage de communautés étrangères,,,. Les jeunes hommes servaient dans ces confréries guerrières pendant un certain nombre d'années avant de rentrer chez eux pour adopter une conduite plus respectable. Les raids dirigés par ces jeunes guerriers ont pu conduire à l'établissement de nouvelles colonies sur des terres étrangères, préparant ainsi le terrain pour une migration de tribus entières plus importantes comprenant des vieillards, des femmes et des enfants. Ce scénario est corroboré par les données archéologiques du début de la culture de la céramique cordée dans le Jutland, où 90 % des sépultures appartiennent à des hommes dans ce qui semble être une expansion « coloniale » sur le territoire de la culture des vases à entonnoir.

### Reconstruction de la mythologie indo-européenne
C'est essentiellement par l'étude des récits mythologiques et des institutions sociales des peuples indo-européens que les spécialistes, linguistes, comparatistes et philologues se sont penchés sur la vision du monde que cet héritage transmettait, notamment pour l'organisation sociale avec les travaux de Georges Dumézil, les institutions (Émile Benveniste). Néanmoins, la reconstruction du système mental et culturel des Indo-Européens est beaucoup plus difficile comme l'indique Dumézil en raison des évolutions très significatives de certains systèmes mythologiques qui ont été profondément influencés par des cultures locales qui ont imprégné la culture proto-indo-européenne. Les hypothèses relatives à la mythologie ou à la culture des Indo-Européens demeurent ainsi plus fragiles que pour d'autres domaines d'études.
Paul Thieme, Bernfried Schlerath, Jaan Puhvel, Calvert Watkins, Marcello Durante, Enrico Campanile, Wolfgang Meid, Rüdiger Schmitt ont étudié le rôle du poète et de la poésie comme source de transmission des récits et des mythes. Selon Rüdiger Schmitt et Calvert Watkins, la fonction sociale de la poésie et du poète à l'époque proto-indo-européenne consiste en une activité verbale, artistiquement élaborée, mais dirigée vers un but concret plus ou moins immédiat. La fonction du poète indo-européen était d'être le gardien et le transmetteur de la tradition ancestrale et un protecteur de la mémoire collective. De la précision du mot découle un autre corollaire : la préservation du mot est centrale. Les poètes disent la même chose de la même manière quand le même message est répété et redit et ils doivent transmettre le souvenir de la communauté.
Dumézil, quant à lui, insiste sur les trois fonctions présentes au sein des récits et mythes des peuples indo-européens et à partir desquels il tente de reconstruire un système mythologique commun venant des proto-Indo-Européens :
- La première fonction, dite fonction sacerdotale, est liée au sacré.

Aussi nommée fonction souveraine, on la retrouve avec les druides celtes, la classe des brahmanes hindous, ou encore les flamines romains. Cette fonction correspond aux divinités liées à la magie d'une part, à la justice et au contrat d'autre part. Son symbole parmi les vivants est une tête d'homme, parmi les objets une coupe. Mal exercée, cette fonction tombe dans la folie.
- La deuxième fonction, dite fonction guerrière, est liée à la défense du peuple.

On peut la considérer comme regroupant ce que l'on appellerait la noblesse d'épée, représentée, par exemple, par les guerriers et les soldats. On retrouve cette fonction dans plusieurs cultures indo-européennes, par exemple dans la seconde classe dans l'hindouisme : les kshatriyas (aussi râjanya). C'est au sein de cette fonction que l'on retrouve aussi le principe du Chef, du roi, du râja. Cette fonction correspond aussi aux divinités liées à la force physique dans la culture romaine et grecque (Ares) d'une part, au commandement, à la victoire et à la sagesse d'autre part (Athéna). Son symbole parmi les vivants est une tête de cheval, parmi les objets, l'égide, une arme merveilleuse.
- La troisième fonction, dite fonction productrice, est liée à la fécondité. Elle regroupe les agriculteurs, les éleveurs, les artisans, et les commerçants. Elle correspond à la troisième classe de l'hindouisme : les vaisya (aussi ârya), et aux divinités liées à la paix, à la beauté physique, aux récoltes, aux troupeaux, à la prospérité, à la richesse et au grand nombre, à l'amour et la sensualité. Son symbole parmi les vivants est une tête de taureau, parmi les objets un outil agricole (houlette, fléau, etc.).

### Langue indo-européenne
À partir d'une étude comparée des langues qui appartiennent au groupe des langues indo-européennes, les linguistes ont reconstruit la grammaire vraisemblable de l'indo-européen. L'étude de la langue indo-européenne n'est pas connue de manière directe. Elle est reconstruite à partir des langues indo-européennes sur la base des documents épigraphiques, littéraires ou religieux disponibles. Cette documentation est néanmoins très inégale car certaines langues indo-européennes sont très bien documentées et connues depuis longtemps (latin, grec ancien, sanskrit) alors que d'autres langues indo-européennes sont connues de manière beaucoup plus tardive et fragmentaire (tokharien, langues anatoliennes).

#### Méthode pour reconstruire la langue indo-européenne
Pour reconstruire l'indo-européen, les linguistes reconstruisent les différentes branches qui se sont séparées au cours du temps. Les linguistes partent du principe que les langues indo-européennes ont connu une série de divisions. Le premier sous-groupe linguistique qui s'est séparé de l'indo-européen commun est l'anatolien à l'origine des langues anatoliennes.
Or, si des éléments grammaticaux se retrouvent au sein des langues anatoliennes et des autres langues indo-européennes, les linguistiques considèrent alors que les éléments communs entre les langues anatoliennes et les autres langues indo-européennes se trouvaient déjà au sein de l'indo-européen. Dans ce qui suit, l'article présente ainsi l'indo-européen en exposant l'indo-européen tel qu'on peut le reconstruire à partir de langues écrites attestées. Ceci n'exclut pas néanmoins le fait que l'indo-européen tel que les linguistes le reconstruisent ait pu posséder des variations liées à la géographie, aux différences sociales ou à des usages spécifiques.
Les datations proposées pour décrire l'apparition des différentes langues-indo-européennes :
- séparation entre le proto-indo-européen commun et l'anatolien en 4 000[121] avant J.-C.;
- séparation entre le proto-indo-européen commun et le tokharien entre 3 700 et 3 300[121] avant J.-C. ;
- séparation entre le proto-indo-européen commun et l'italo-celtique en 3 000 avant J.-C. (période concomitante avec l'apparition de la culture de la céramique cordée)[121] ;
- séparation entre le proto-indo-européen commun et le proto-arménien et le grec ancien en 2 500[121] avant J.-C. ;
- apparition du proto-indo-iranien, du proto-balto-slave et du proto-germanique en 2 000[122] avant J.-C..

#### Caractéristiques du proto-indo-européen
L'indo-européen tel que les linguistiques le reconstruisent se caractérise de manière fondamentale par le fait qu'il est une langue flexionnelle. Cela veut dire que l'indo-européen possède un système verbal avec des conjugaisons et des noms communs avec des déclinaisons. En tant que langue flexionnelle, l'indo-européen se distingue ainsi de manière fondamentale des langues agglutinantes comme les langues asiatiques par exemple.
Les substantifs indo-européens sont déclinés suivant huit ou neuf cas. Il y a peut-être un cas directif, ou allatif. Aux cas directs (nominatif, vocatif et accusatif), les désinences divergent entre les genres animés et le neutre alors qu'aux autres cas, dits obliques, elles servent à tous les genres.
Les langues européennes possèdent les traits communs au niveau grammatical et phonologique par les traits suivants.
Au niveau du genre grammatical, le proto-indo-européen ne possédait pas de distinction de genre entre masculin, féminin et neutre. Les spécialistes estimaient qu'il s'agit d'une dérivation d'un système plus ancien fonctionnant sur une distinction entre l'animé et l'inanimé, ce dernier étant à l'origine du neutre. La découverte du hittite-nésique a confirmé cette hypothèse, l'ancien système y ayant été conservé. Il existe en effet dans les langues anatoliennes le genus commune (animés) et genus neutrum (inanimés).
Les racines indo-européennes étant principalement fondées sur des consonnes autour desquelles s'articule une (ou plusieurs) voyelle alternante. Les langues indo-européennes connaissent ainsi des alternances vocaliques très fréquentes. Le phénomène d'alternance vocalique est un des aspects distinctifs du proto-indo-européen. L'alternance vocalique, ou apophonie, est une variation d'une voyelle qui change, se modifie en *o, *e ou disparaît (Ø, aucune voyelle). Ils trouvent un écho dans les langues indo-européennes modernes, où ils en sont venus à refléter des catégories grammaticales.

## Hypothèses concurrentes de la théorie majoritaire
Il a existé tout au long de l'histoire des études sur les proto-indo-européens une multitude d'hypothèses et de modèles visant à déterminer le foyer originel des Proto-Indo-Européens. Les deux thèses dominantes ont été historiquement l'hypothèse kurgane, aujourd'hui confirmée par les travaux de paléogénomique, et l'hypothèse anatolienne, aujourd'hui abandonnée. Hormis l'hypothèse anatolienne défendue encore récemment par plusieurs chercheurs, les autres hypothèses jouent dans la recherche protohistorique un rôle relativement mineur de nos jours,.

### Hypothèse hybride de Paul Heggartyet al.
Selon des calculs de chronolinguistique effectués par une équipe de 80 chercheurs du Département d'évolution linguistique et culturelle de l'Institut Max-Planck d'anthropologie évolutionniste et publiés en 2023 dans la revue Science, le foyer initial du proto-indoeuropéen se trouverait au sud du Caucase il y a un peu plus de 8 000 ans. Il se serait ensuite séparé en plusieurs branches migratoires. Selon cette hypothèse hybride obtenue en utilisant des méthodes phylogénétiques bayésiennes appliquées à un vaste nouvel ensemble de données de vocabulaire de base dans 161 langues indo-européennes, une première branche serait partie vers l'ouest via la Turquie jusqu'en Grèce. Il y a 7 000 ans, une autre branche serait partie vers le nord jusqu’aux régions des steppes puis se serait séparée une nouvelle fois avec une diffusion vers l'Europe et l'Asie. Chaque branche se serait séparée des autres il y a environ 4 890 ans. L'Italique se serait séparé plus tôt il y a environ 5 560 ans et le balto-slave, moins étroitement associé à ces groupes, il y a environ 6 460 ans. L'hypothèse de la culture  Yamna comme foyer primaire du proto-indoeuropéen ne peut donc pas être retenue à la lueur de ces nouveaux résultats quantitatifs. Il n'est néanmoins pas exclu que la steppe pontique puisse avoir constitué un foyer secondaire plus récent . Selon Wolfgang Haak, chef du Département d'archéogénétique de l'Institut Max Planck : « Par rapport aux scénarios précédents mutuellement exclusifs, il s'agit d'un énorme pas en avant vers un modèle plus plausible qui intègre les découvertes à la fois archéologiques, anthropologiques et génétiques. ».

### Variante irano-caucasienne
L'hypothèse de la Transcaucasie remonte aux linguistes Tamaz Gamqrelidze et Viatcheslav Ivanov (1984). Cette hypothèse ne remet pas en cause le rôle des cultures des steppes dans la diffusion des langues indo-européennes, mais soutient que celles-ci trouvent leur origine dans le sud du Caucase et le nord de l'Iran. Une étude génétique (Wang, Reich et al., 2018) reprend cette thèse. Selon les scientifiques, une partie de l'ADN des premiers Indo-Européens correspond aux habitants du sud du Caucase et du nord de l'Iran. Selon eux, ces proto-Indo-Européens ont migré vers l'Anatolie d'une part et vers le nord vers les régions steppiques du sud d'autre part, où la culture Yamna est apparue plus tard. Les preuves génétiques orientent ainsi les origines des populations de la culture Yamna des steppes de la Volga jusqu'au nord-Caucase du fait de ses deux composantes principales d'ascendance, à savoir les chasseurs-cueilleurs est-européens (EHG) et les chasseurs-cueilleurs caucasiens (CHG). Elles sont modélisées comme possédant une composante ancestrale composée de 65 % d'ascendance issue des chasseurs-cueilleurs de la région du Don Moyen et 35 % d'ascendance issue des chasseurs-cueilleurs du Caucase.
En 2022, en conclusion de l'étude de paléogénétique la plus complète à ce jour[Quand ?] concernant cette région, Iosif Lazaridis et al. envisagent deux hypothèses de diffusion de ce qu'ils nomment les langues proto-indo-anatoliennes :
1. La population proto-indo-anatolienne a une forte proportion d'ascendance de chasseurs cueilleurs de l'Est (EHG) et est située dans les steppes. Les migrations vers l'Anatolie auraient laissé peu ou pas de trace génétique dans les populations locales ;
2. La population proto-indo-anatolienne est située en Asie de l'ouest ou dans le Caucase et ne possède pas d'ascendance EHG, mais une forte proportion d'ascendance de chasseurs-cueilleurs du Caucase (CHG). Elle se serait diffusée en Anatolie en provenance de l'est répandant les langues anatoliennes et également dans les steppes en provenance du sud pour former la population proto-indo-européenne. Cette seconde hypothèse est la plus en accord avec les résultats connus de paléogénétique[134].

### Hypothèse anatolienne
Cette hypothèse, développée par Colin Renfrew, situe le foyer originel des Indo-Européens en Anatolie (actuelle Turquie), dans la zone où le blé pousse toujours à l'état sauvage. Colin Renfrew soutient que la diffusion des langues indo-européennes faisait partie intégrante de la diffusion de l'agriculture à travers l'Europe dans une «vague d'avancée» démographique depuis l'Anatolie. Le modèle révisé de Renfrew à la suite de plusieurs critiques plaide toujours en faveur d'un mouvement des populations agricoles d'Anatolie vers la mer Égée et les Balkans s'étendant à travers l'Europe centrale le long du drainage du Danube (le Linearbandkeramik) et aussi autour de la partie occidentale de la mer Noire où il apportait l'agriculture et les langues indo-européennes dans la steppe pontique. Le nord et les périphéries atlantiques de l'Europe ne sont pas tant considérées comme des zones de colonisation des migrants que comme des zones d'acculturation locale à la nouvelle économie. Les Indo-Européens auraient été à l'origine de la culture du blé. Depuis ce berceau, l'expansion indo-européenne se serait faite à partir d'environ 8000 av. J.-C., de manière pacifique, soutenue par l'explosion démographique que permet l'agriculture, qui aurait submergé les populations environnantes de chasseurs-cueilleurs mésolithiques, peut-être cinquante fois moins nombreux, à raison d'une trentaine de kilomètres par génération.
Les premiers à quitter le berceau auraient pris la direction du Caucase (Arméniens) et de l'Asie centrale (Tokhariens), puis une seconde vague aurait traversé la mer Égée pour se répandre en Europe (Grecs, Thraces, Illyriens, Italiques, Celtes, Germains, Slaves), avant qu'une fraction installée dans la steppe pontique ne prenne le chemin de l'Iran et de l'Inde, donnant naissance aux peuples scythe, sarmate, perse, mède, et à tous les peuples de l'Inde du Nord parlant des langues cousines ou nièces du sanskrit.
Cette hypothèse de la migration d'un peuple paysan a trouvé peu d'échos chez les linguistes et les comparatistes car elle rend difficilement explicable la présence de nombreuses langues non-indo-européennes en Anatolie. De plus, le refus de tenir compte des indications du vocabulaire pose des problèmes insurmontables pour cette hypothèse. Ainsi, par exemple, le substantif désignant le cheval est présent dans les différentes langues indo-européennes alors que Renfrew fait venir les Indo-Européens d'une région où le cheval a été introduit beaucoup plus tard.
L’archéologue Colin Renfrew, pendant longtemps l’opposant principal de l’hypothèse steppique, a récemment accepté la réalité de migrations de populations parlant une ou des langues indo-européennes depuis la steppe pontique jusqu’au nord-ouest de l’Europe (Renfrew 2017).

### Hypothèse balkanique
En 1998, Renfrew s'est rallié à la proposition d'Igor Diakonov (en) qui suggérait en 1985 le Sud-Est de l'Europe comme berceau des Indo-Européens au Néolithique,. La région balkano-danubienne a en effet l'avantage d'être le centre des différentes voies d'une immigration progressive des Indo-Européens. Kalevi Wiik (en) est aussi un des tenants de cette théorie. Les premières manifestations du Gravettien, précurseur des microlithes du Magdalénien qui se généralisent au Mésolithique, proviennent de cette région avec le site de Kozarnika (Kozarnikien), qui semble également le berceau de l'haplogroupe I du chromosome Y.

### Hypothèse de la culture des gobelets en entonnoir
Cette hypothèse, défendue par Hermann Hirt a été reprise par Carl-Heinz Boettcher. Pour Boettcher, le mouvement des populations qui aboutit à la formation du peuple indo-européen commence dès la fin du Paléolithique, lorsque le réchauffement du climat permet aux chasseurs de rennes de suivre le gibier dans la partie Nord de l'Europe, débarrassée des glaces. Ils sont à l'origine de la culture proto-germanique de Hambourg (13500 ans à 11100 av. J.-C.), des groupes proto-celtiques à Federmesser (12000 ans à 10800 av. J.-C.) et de la culture proto-slave du Swidérien (11000 ans à 8200 av. J.-C.). Dans ces régions, ils font la connaissance des phénomènes boréaux qui marqueront leurs mythes. Ces groupes de chasseurs pêcheurs sont à la base de la culture de Maglemose (environ 9000 à 6500 av. J.-C.), de la culture sauveterrienne (environ 9500 à 6300 av. J.-C.) et de la culture de Komornica (environ 8500 à 6700 av. J.-C.). La remontée du niveau des mers en Europe du Nord entraîne la submersion de certains territoires occupés par les Maglemosiens (Doggerland) et les repousse vers le Sud. Les héritiers de cette culture créent les cultures d'Ertebölle et d'Ellerbek. Boettcher compare leurs activités à celles des vikings quelques siècles plus tard. Il décrit une société guerrière qui développe le compagnonnage, qui se livre au commerce et à la piraterie en remontant les cours d'eau des contrées occupées par des agriculteurs qu'ils rançonnent d'abord puis soumettent ensuite en devenant leurs chefs. Ils constituent avec eux une nouvelle culture, celle des gobelets en entonnoir (4200 à 2800 av. J.-C.) qui constitue selon lui l'habitat originel des Indo-Européens, ce qui expliquerait les mythes de « guerres de fondation » étudiés par Georges Dumézil (Enlèvement des Sabines à Rome, guerre entre les Ases et les Vanes de la mythologie nord-germanique...) qui montrent l'union d'un groupe de guerriers avec ses chefs à un groupe de « producteurs ». La première culture indo-européenne serait ainsi issue de la néolithisation de la culture d'Ertebölle et de la soumission de formes récentes de la culture de la céramique linéaire. Les études génétiques montrent que les populations de la culture des vases à entonnoir représentent un mélange de chasseurs-cueilleurs mésolithiques et d’agriculteurs néolithiques, les populations néolithiques danubiennes constituant une partie du fond génétique commun à certaines populations du centre-nord et du centre-est de l'Europe à cette époque, ce qui plaide effectivement pour une rencontre dans les secteurs méridionaux de la TrBK. 
Plus tard, la culture des sépultures à ocre (territoire de Dniepr-Donets) aurait été l'habitat originel des Indo-Iraniens, les Celtes, Italiques, Slaves, Germains et Baltes provenant de la culture de la céramique cordée, la culture de Baden étant quant à elle le berceau géographique des Grecs et des Hittites.

### Hypothèse de la continuité paléolithique
Entre les années 1950/1960 et les années 2000, les thèses relatives à des migrations de populations subissent un relatif discrédit. Beaucoup de chercheurs avançaient qu'on pouvait expliquer de manière plus économique les changements de mode de vie et de culture matériels par des évolutions internes aux sociétés protohistoriques plus que par un afflux de groupes externes. Résumée sous la formule « pots, not people » c'est-à-dire « des pots, pas des gens », ce paradigme consistait à s'intéresser aux raisons internes des changements matériels sans intégrer les changements de population. Dans le contexte de l'étude des phénomènes relatifs aux Indo-Européens, une telle approche consistait alors à défendre l'idée d'une continuité des populations sans afflux externe.
Ceci explique en partie l'apparition de la théorie de la continuité paléolithique, développée par le linguiste italien Mario Alinei qui présuppose ainsi une évolution continue des populations européennes depuis le paléolithique récent. Les cultures se seraient engendrées au fil des temps sans apport extérieur impliquant une rupture dans l'évolution, qu'aucune recherche archéologique ne confirmerait. L'anthropologue allemand Lothar Kilian penchait aussi pour une origine européenne des Indo-Européens datant du Paléolithique, toutefois avec quelques distinctions. Alinei est l'auteur de la théorie de la continuité paléolithique, controversée dans les milieux universitaires, qui suggère que la différenciation linguistique entre les langues d'Europe est non postérieure mais antérieure au Néolithique. Il va jusqu'à remettre implicitement en doute l'existence ou, en tout cas, l'importance, d'une famille de langues indo-européennes. Il déclare notamment : « Plus important est le fait que Renfrew a montré que des termes néolithiques communs à de nombreuses langues indo-européennes peuvent être considérés comme des mots d'emprunt. »
Une thèse proche est soutenue par le préhistorien Marcel Otte qui avance : « Les Indo-Européens sont arrivés en Europe avec Cro-Magnon » et pour lequel « aucune vague migratoire ne peut expliquer la gigantesque extension des Indo-Européens. » Ainsi, depuis les cultures de transition, consécutives à l'expansion d'une vague d'un nouveau type d'hommes, l'Aurignacien (et encore plus sûrement le Gravettien qui lui succède), « cette culture radicalement différente », élimine les cultures antérieures en quelques milliers d'années (35 000-30 000 ans) en étant homogène dans tous ses aspects.
Néanmoins, cette thèse ne connaît pas une diffusion très large au sein du monde universitaire et elle a été abandonnée face aux découvertes paléogénétiques qui semblent démontrer l'arrivée d'une population externe et elle n'est généralement pas évoquée dans les travaux sur les hypothèses relatives aux Proto-Indo-Européens.

### Hypothèse d'une hybridation de langues à l'origine du proto-indo-européen
Le linguiste Nikolaï Troubetskoï voyait dans la famille des langues indo-européennes un ensemble d'isoglosses typologiques ne présupposant pas forcément l'existence d'une langue-mère, ou les migrations d'un peuple porteur de cette langue et de sa culture. Nikolaï Troubetskoï dans les années 1930 ou le linguiste italien Vittore Pisani dans les années 1960 et 1970 ont remis en cause l'existence d'un indo-européen commun et d'une communauté linguistique. Troubetskoï écrit ainsi en 1939 : « L'hypothèse d'un indo-européen primitif n'est pas totalement impossible. Mais elle n'est nullement nécessaire, et on peut très bien s'en passer ». Il avance que les ressemblances entre les langues indo-européennes pourraient s'expliquer par le contact, sans toutefois présenter de données ni développer son argumentation. Cette hypothèse a été rejetée par Benveniste, selon lequel les critères typologiques de Troubetskoï pour définir la famille indo-européenne mèneraient à inclure dans cette famille des langues comme le takelma, une langue isolée d'Amérique du Nord.
Thomas Pellard, chercheur au CNRS, critique également cette hypothèse : « l’hypothèse de Troubetzkoy est grotesque, n’a jamais convaincu personne, et a été clairement réfutée (...) ; l’article de Troubetzkoy serait aujourd’hui rejeté par n’importe quelle revue scientifique sérieuse ».
L'archéologue Jean-Paul Demoule avance que l'existence d'un foyer unique des Indo-Européens repose sur des postulats non démontrés selon lui. Il avance dans un essai Mais où sont passés les Indo-Européens ?, ce qu'il estime être les faiblesses notamment au plan archéologique des deux principales thèses contemporaines, l'hypothèse anatolienne et l'hypothèse kourgane,. Les thèses de Demoule ont été contestées par plusieurs linguistes.